# た
た, en hiragana, o タ en katakana, es uno de los kanas japoneses. Representa a una mora. Su pronunciación es /ta/.

## Origen
Provienen del man'yōgana, de los kanjis 太 y 多 respectivamente.

## Diacríticos
Sus diacríticos son respectivamente だ y ダ, y representan el sonido /da/.

## Romanización
Los sistemas de romanización Hepburn, Kunrei y Nippon-shiki, romanizan た y タ en "ta". 

## Escritura
| Escritura de た | Escritura de タ |

- El carácter た se escribe con cuatro trazos:

1. Trazo vertical, ligeramente inclinado a la derecha.
2. Trazo horizontal que cruza al anterior.
3. Trazo corto horizontal, casi a continuación del trazo anterior (hasta ahora el hiragana es casi igual a な (na)).
4. Trazo oblicuo descendente, dibujado bajo el anterior, que gira hacia la derecha hasta quedar horizontal.

- El carácter タ se escribe con tres trazos:

1. Trazo oblicuo descendente, de derecha a izquierda.
2. El siguiente trazo comienza horizontal, tocando al anterior en su parte superior. luego se quiebra, y se vuelve descendente, de derecha a izquierda, parecido a un 7.
3. Pequeño trazo oblicuo, une los anteriores para formar un cuadrilátero.

- Datos: Q40624
- Multimedia: た / Q40624